# Amphioplus trichoides
Amphioplus trichoides är en ormstjärneart som beskrevs av Matsumoto 1917. Amphioplus trichoides ingår i släktet Amphioplus och familjen trådormstjärnor. Inga underarter finns listade i Catalogue of Life.